# Walter Schmid (Unternehmer)

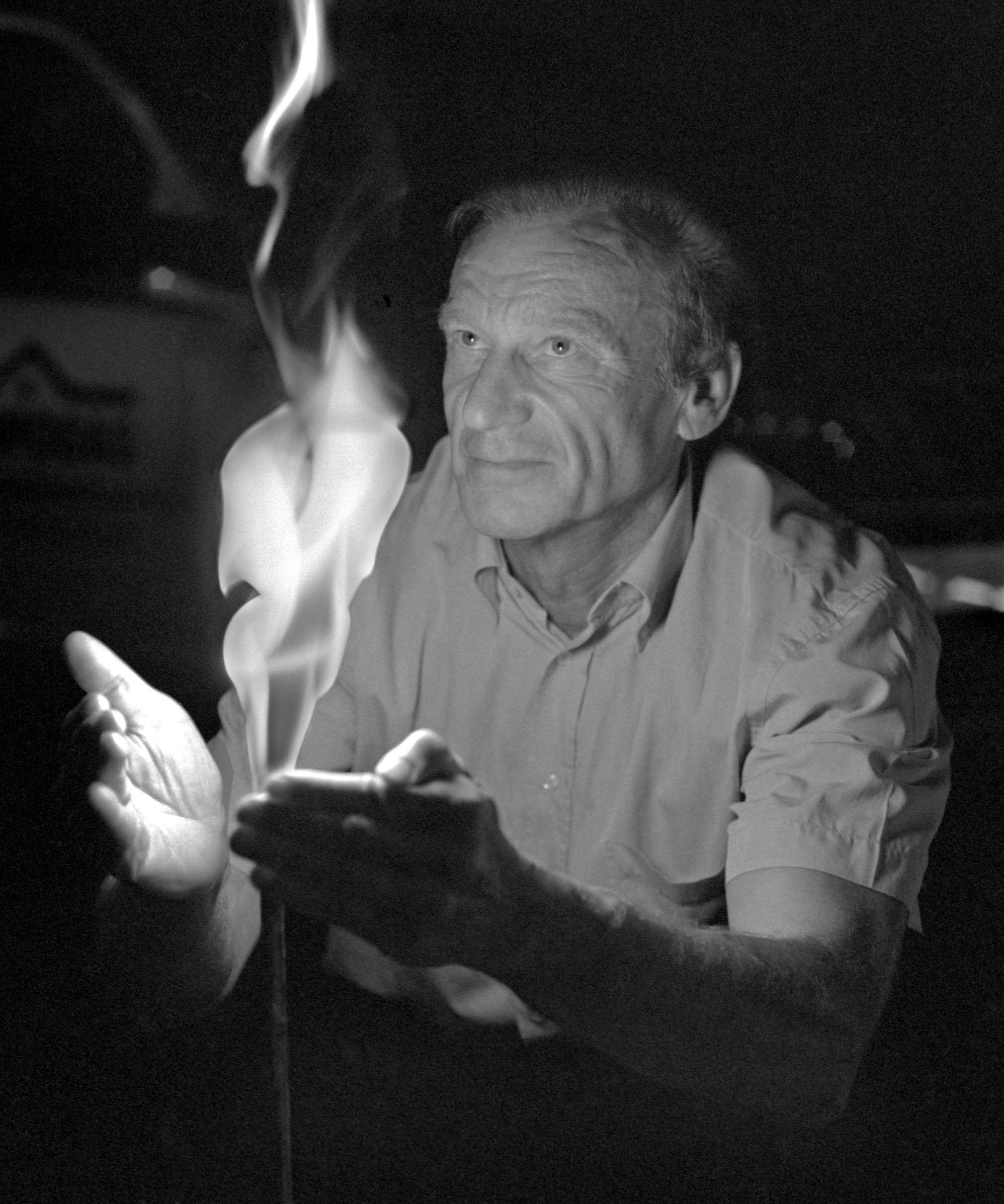
Walter Schmid mit dem von ihm erfundenen Kompogas (Bild 2005)

Walter Schmid (* 8. November 1944; heimatberechtigt in Oberhelfenschwil) ist ein Schweizer Unternehmer. Die Entwicklung des Kompogas-Verfahrens um 1989 war sein Verdienst und das von ihm ab 1991 aufgebaute Unternehmen Kompogas (seit 2011 Axpo Kompogas AG, seit 2014 Hitachi Zosen Inova AG) ist schweizweit bekannt. 

## Leben und Wirken
Walter Schmid gründete das Baugeschäft unter seinem Namen im Jahre 1966, als er 21 Jahre alt war; dessen Start erfolgte mit fünf Mitarbeitern, als er die Bauunternehmung G. Fumasoli in Glattbrugg übernahm. Schon früh baute Schmid pragmatisch alles technisch Machbare, um (fossile) Energie zu sparen, immer in der Hoffnung, dass sich die Lösungen auch ökonomisch rechnen würden.
Schon 1975 baute Schmid eine der ersten Vakuum-Sonnenkollektor-Anlagen der Schweiz, kombiniert mit Stückholzheizung.
Es folgten Erdkollektoren, Tiefwasserbohrungen und 1988 seine erste gebäudeintegrierte Photovoltaikanlage. Heute beschäftigt die Bauunternehmung zirka 130 Personen.

### «Solcar»
Im Gegensatz zum Gebäudebau, wo Schmid seine Ideen unabhängig umsetzen konnte, wurde sein Elektro-Nutzfahrzeug-Konzept «Solcar» schon im 1990 mit Preisen ausgezeichnet, fand jedoch nur 150 der benötigten 500 Käufer, sodass das Projekt eingestellt wurde.

### Kompogas
Im Jahr 1989 entstand nach den Tüfteleien auf dem heimischen Balkon  ein Fermenter von 20 Kubikmetern und im 1991 mit einer Anstossfinanzierung des Kantons Zürich ein Unternehmen, welche aus Grünabfällen Biogas und Kompost produzieren konnte.
Schmid musste sich zunächst gegen Politiker jeder Couleur durchsetzen um Grünabfall zu erhalten. Schon 2005 schrieb die Handelszeitung, dass für solche Vorhaben wohl steigende Energiepreise in der Zukunft helfen würden.
Das Unternehmen Kompogas AG startete in Rümlang mit einer Jahresleistung von ca. 2,8 Mio. kWh. Seit 1995 fahren Lastwagen der Walter Schmid AG und dem Unternehmen Kompogas mit Biogas, der erste Lastwagen erreichte im Sommer 2010 seinen millionsten Kilometer. Im Jahr 2009 produzierte Kompogas in der Schweiz 18 Millionen Kilowattstunden Strom und 9 Millionen Kilowattstunden Biogas.
Weltweit sind 80 Anlagen im Einsatz, die grösste Anlage befindet sich in Katar. In den Schweizer Anlagen kann der anfallende Kompost gratis von der Bevölkerung bezogen werden und ist für den biologischen Landbau zertifiziert. Seit 2006 hielt die Axpo eine Minderheitsbeteiligung an Kompogas, seit 2011 war Axpo alleiniger Besitzer des Unternehmens. Im Oktober 2014 hat die Hitachi Zosen Inova AG in Zürich den Anlagenbau des Kompogas-Verfahrens von Axpo übernommen.
15 Vergärungsanlagen nach dem Kompogas-Verfahren werden weiterhin von Axpo betrieben.

### Umweltarena

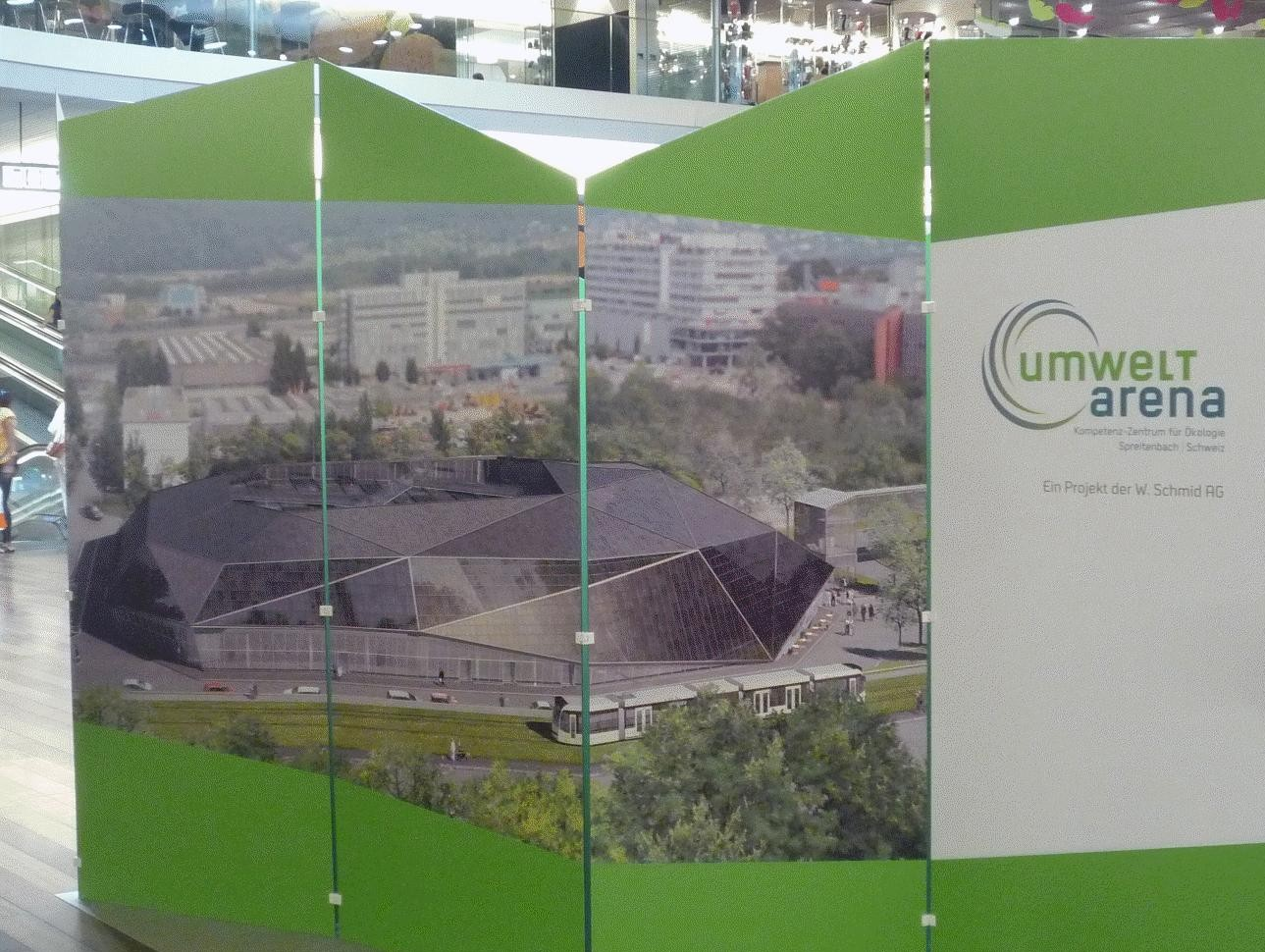
Die Umwelt Arena auf dem Informationsstand im Shoppi Tivoli

Nach den Erfahrungen aus dem Unternehmen Kompogas betreffend Mobilisierung der Bevölkerung baute Schmid von 2010 bis 2012 in Spreitenbach ein Zentrum, in welchem sich die Bevölkerung über den neuesten Stand der verfügbaren Techniken zur Energieeffizienz informieren kann. Nach dem Ansatz von Schmid soll dort das sofort technisch Machbare gezeigt werden, es wird jedoch nichts verkauft. Nachdem Schmid schon mit vielen seiner Innovationen Lehrgeld zahlen musste, wird auch beim Bau der Umweltarena nicht auf bewährte Technik gesetzt; das ganze Gebäude wird durch Wärmetausch mit dem Untergrund im Sommer gekühlt und im Winter geheizt. Die Energie für diese Haustechnik benötigt maximal 60 Prozent der Energie aus der Dachfläche aus Photovoltaik-Elementen.
Das Trägerunternehmen Umwelt Arena AG wurde am 22. Oktober 2009 ins Handelsregister eingetragen worden. Schmid investierte in das Projekt 50 Millionen Franken. Erstmals für Schmid ist das Projekt mit der Fertigstellung nicht abgeschlossen, sondern muss betrieben werden und zwar nicht nur energiesparend, sondern kommunikativ. Der Kanton Aargau betreibt eine Ausstellung zur Artenvielfalt, dies ist jedoch der einzige Beitrag der öffentlichen Hand. Alle weiteren Ausstellungen werden von Firmen betrieben. Für die Öffentlichkeit zugänglich sind jeweils die Wochentage Mittwoch bis Sonntag, daneben wird das Gebäude als Veranstaltungsort genutzt.

### Energieautarkes Mehrfamilienhaus in Brütten
In Brütten stellte Schmid 2016 ein Mehrfamilienhaus fertig, welches als Erstes weltweit keine Anschlüsse an andere Netze aufweist.

### Privates
Schmid ist ein begeisterter Autofahrer und war 1996 Europameister im Autocross. Er wohnt in Zürich.

## Auszeichnungen
- 2002: 2. Rang beim Energy Globe Award[6]
- 2003: Solarpreis Schweiz[19]
- 2003: Europäischer Solarpreis[20]
- 2010: Schweizer Umweltpreis[21]
- Ecopreneur 2010[22]
- Sonderpreis Zurich Klimapreis 2011 – Region Mitte Zurich Versicherung[23]
- Watt d’Or 2012 Spezialpreis der Jury[24]